# That's the Way (My Love Is)
"That's the Way (My Love Is)" er en sang skrevet af Billy Corgan og indspillet af Smashing Pumpkins. Det er den anden single fra bandets sjette album Zeitgeist, der blev udgivet i 2007.
Singlen blev udgivet d. 10. september 2007, men havde været spillet i radioen siden august. Det blev den anden single efter "Tarantula". Sangen er udelukkende indspillet af Billy Corgan (sang, guitar, bas, keyboard) og Jimmy Chamberlin (trommer). De to har ligeledes produceret sangen sammen med Terry Date. Smashing Pumpkins spillede "That's the Way (My Love Is)" hos David Letterman live fredag d. 13. juli 2007.
Musikvideoen blev vist første gang d. 29. august 2007 på bandets MySpace-side og er instrueret af P.R. Brown, der også instruerede musikvideoen til Tarantula.
I 2012 blev "That's the Way (My Love Is)" inkluderet på diffuser.fm's liste over de 10 bedste Smashing Pumpkins-sange nogensinde. Listen blev toppet af "Tonight, Tonight". 

## B-sider
- "Stellar"
- "Daydream" (live)

Begge b-sider er skrevet af Billy Corgan. "Stellar" er en ny sang, der dog også var at finde som bonustrack til albummet Zeitgeist. "Daydream" er en akustisk liveoptagelse fra en koncert i Berlin, Tyskland, der fandt sted d. 5. juni 2007. Originalversionen af "Daydream" findes på bandets første album Gish fra 1991 med bandets tidligere bassist, D'arcy Wretzky, på vokal. Denne b-side er dog en speciel solooptræden af den primære forsanger Billy Corgan, der også har skrevet sangen.